# Hageby, Boxholms kommun

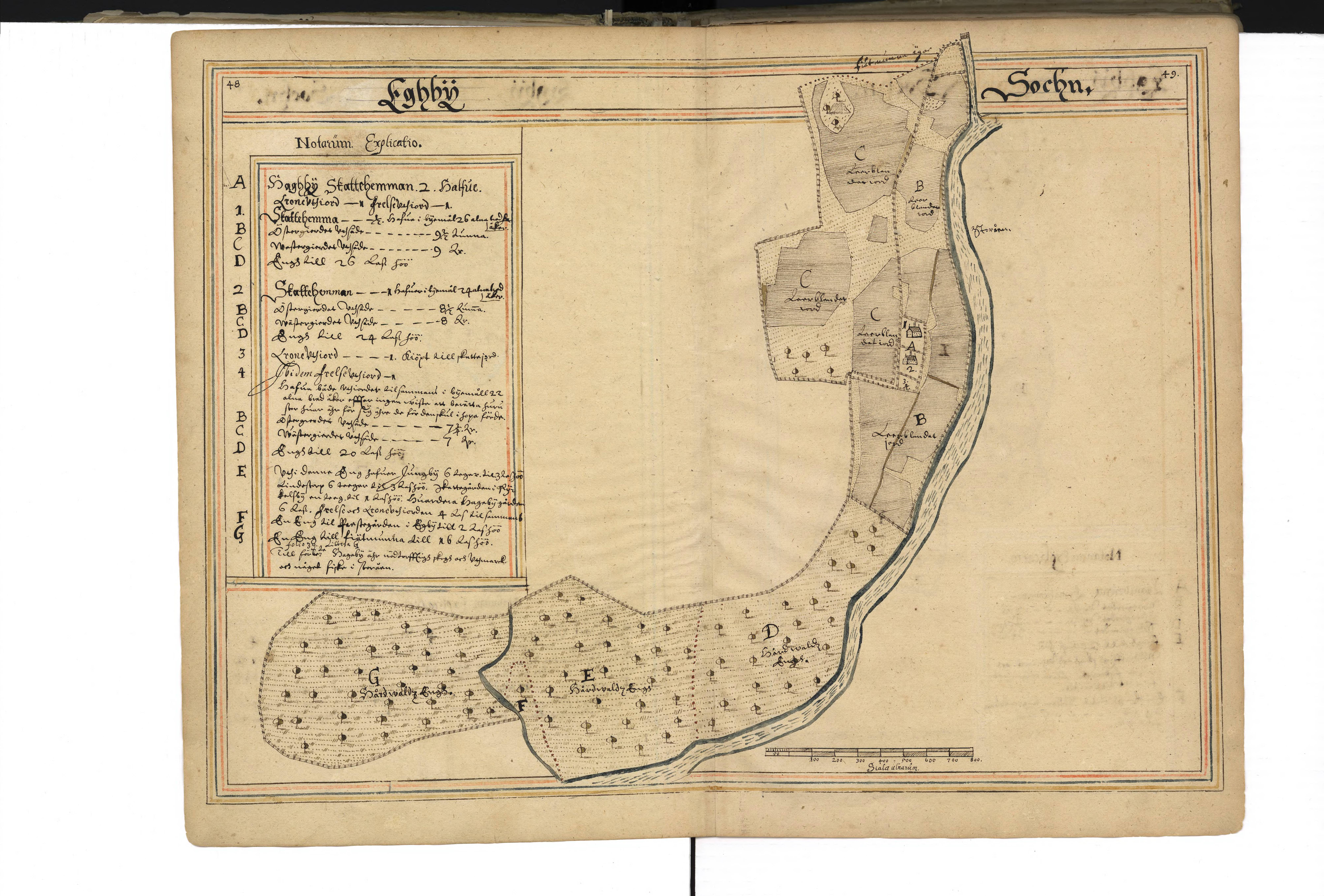
Karta över Hageby, år 1638.

Hageby är en gård från åtminstone 1300-talet i Ekeby socken, Boxholms kommun. 

## Historik
Hageby var en gård i Ekeby socken, Boxholms kommun som bestod av 2 1⁄2 skattehemman. Den nämns första gången 1399. Gården köptes till stor del 1639 från kronan av Lars Kagg. Har sedan hört till Boxholm AB. Den ägdes 1853 av inspektor Fredrik Vallén och såldes omkring 1870 av änkefru Karolina Vallén i Jönköping till brukspatron Gustaf Vilhelm Burén. Gården tillhörde 1895 Sigfrid Kernell i Laggarp, samt senare föreningen Egna hem i Motala. Gården köptes 1932 av John Ivar Gustafsson.

### Backstugor och torp
På gården har det även funnits ett flertal torp och backstugor vid namn Brohagen, Hagbylund, Markhult, Hammarn, Hammarsberg, Lilla Kohagen, Petersberg, Skytthem och Hammarslund. Torpmärkningar utfördes på Hammaren och Petersberg 1992, samt Skytthem 2003.